# Damiën Menzo
Damiën Menzo (Amsterdam, 18 oktober 1993) is een Nederlands voetballer die bij voorkeur als aanvaller speelt. Hij is een neef van oud-voetballer Stanley Menzo.

## Carrière
Menzo maakte op 10 februari 2013 zijn debuut in het betaald voetbal in het shirt van FC Volendam. Daarmee won hij die dag een competitiewedstrijd tegen Telstar met 6-2. Volendam verlengde in 2014 zijn aflopende contract niet. In september van dat jaar kwam hij bij AFC. Vanaf het seizoen 2015/16 speelt hij voor ASV De Dijk. In 2017 ging hij naar OFC.
Menzo won in 2009 met het Nederlands amateurelftal onder 16 het toernooi om de Koninkrijksspelen op Aruba.